# Бушуїха (селище)
Бушуї́ха (рос. Бушуиха) — селище у складі Грязовецького району Вологодської області, Росія. Входить до складу Ком'янського сільського поселення.

## Населення
Населення — 427 осіб (2010; 437 у 2002).
Національний склад (станом на 2002 рік):
- росіяни — 99 %